# JR東日本209系電聯車
209系電聯車（日语：／ 209-kei densha */?）是東日本旅客鐵道（JR東日本）的直流通勤型電聯車。209系是JR東日本首款「新系列車輛」，製造及整備方法都是以全新概念（價值工程）實行，此後JR東日本的新製型號列車均稱為「新系列車輛」，以識別國鐵時代的列車。
209系的開發目的是要取代京濱東北線·根岸線和南武線日漸老邁的103系，同時增加投放路線的輸送能力。209系由東急車輛製造、川崎重工業和JR東日本旗下的新津車輛製作所承造，於1993年4月起投入服務。
列車的設計由榮久庵憲司率領的GK工業設計負責。1993年獲日本通商產業省（現稱經濟產業省）選定為「優良設計獎」金獎得獎列車。

## 開發經過
1987年國鐵分割民營化後，JR東日本與其他自國鐵分割的子公司一同設計和製造205系。但同時，國鐵時代大量製造的103系已經老化至極限的階段。與此同時，因為當時日本經濟不景氣和民營化而帶來減省開支的需要，JR東日本需要一套新的設計概念來開發新世代列車。結果，新世代列車的試作型號——901系於1992年登場。3列10輛編組（A－C編組，後來的900、910、920番台）列車被配屬於京濱東北線-根岸線試車。
新列車的設計目標為「重量減半、價格減半、壽命減半」。「重量減半」的意思是減低編組重量及減低編組內動車所佔比率而節省能源；「價格減半」的意思是透過車體輕量化和大量生產而降低生產成本；「壽命減半」的意思則是將車輛的設計壽命從以往20至30年降低至日本稅務法規定鐵路車輛的折舊時間——13年。這既能避免列車服役時間過長而未能受新技術影響和改進，亦能在退役時對公司帳目的影響減至最低，但此模式沒有在其後設計的列車上使用。

## 規格
設計參考了JR東日本從日本國鐵末期（1986年）投放在常磐緩行線的207系900番台列車，正式引入可變電壓可變頻控制器（VVVF）。其中反用換流器採用了三菱電機的產品，而閘流體則採用了可關斷晶閘管。

### 車身
為減低製造成本，JR首次容許列車製造商以自己的方式製造列車，如東急車輛改變了製作車架的方式，車內旁板採用了FRP（纖維增強塑料），同時，亦令各番台的車身有不同分別，如500番台的車身設計參考了E217系的鼓形車體設計等。

### 機器
由於VVVF在207系900番台列車使用取得成功，JR索性把VVVF作為本列車的控制裝置；電動機方面，0番台、500番台1次車，3000番台採用三菱電機製的MT68型，500番台2次車及1000番台改用MT73型，功率為95kW，但在起動加速時，操控方式採用了過負荷設定，兩者電動機實際表現可與150kW的直流電動機相比；動拖比採用2:3，1000番台則採用3:2，以增強性能；但由於MT68型的轉速不高（最高轉速5300rpm），為得到較高的加速度，齒輪比為7.07，此舉令本系列車極速降至110km/h，為令列車能保持高加速度及高極速，後來設計的E231系採用轉速更高的MT73型（最高轉速5800rpm），使該系列車能在同樣功率和齒車比，容許更高極速。本系列列車較後期製造的車輛出廠時亦改用MT73型電動機。由於兩款電動機設計幾乎相同（MT73型電動機只提高了最高轉速以及改為較静的內扇形設計），故大修時或會交換兩款電動機使用。
空氣壓縮機方面，為節省開支，故改用德國克諾爾集團（Knorr-Bremse）製低噪音渦卷式壓縮機，由於表現良好，未來新型車輛E231系和E217系都使用這款空氣壓縮機。
轉向架上，使用了DT61（動力卡）和TR246（拖卡），這兩款轉向架都是新開發，結構簡單化，方便維修。

## 型號區分

### 試製車
開始時稱為901系的試作車於1992年3月登場，共3列每列10輛編制，被配置在浦和電車區。每列列車均有不同的特點，以便選出最適合的列車。在系列名稱定名為209系後，三列列車改稱為此系列車的900、910和920番台列車，並於1994年（平成6年）1至3月間換上量產版列車（0番台）的組件，使三列試作車與量產車外觀上沒有分別。初期試作車的上方的彩帶顏色為黑色，改造後則改成現時的天藍色。
雖然外觀上改造至跟0番台非常相似的外型，但運作的機器並沒有更換，結果試作車的車身老化的程度比0番台更顯著。雖然JR東日本已決定以E233系1000番台取代209系，但在首列列車出廠前這些試作車已需退役。為填補退役試作車的空缺，JR東日本需從中央、總武緩行線抽調3列209系500番台列車至京濱東北線，而中央-總武緩行線的列車空缺則以3列新出廠的E231系補充。

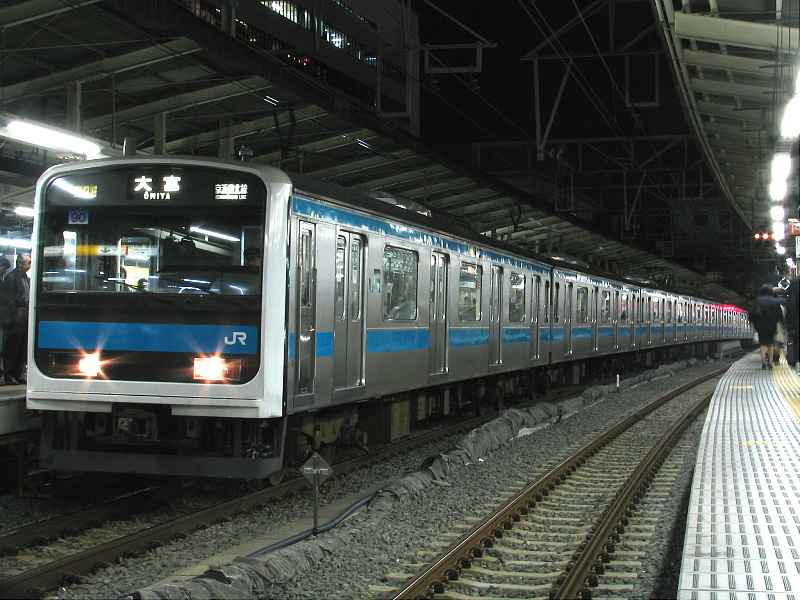
209系900番台列車（攝於2006年11月7日）

#### 900番台
- 原901系A編組，由川崎重工製造
- 控制裝置採用富士電機製造（1200V - 300A，1C1M控制方式）。由於使用上來表現不穩定，2001年更換量產車的控制裝置。
- 2007年在更換列車的時候成為後備車，8月28日退役，列車從浦和電車區駛回東京綜合車輛中心。同月30日，則駛到大宮綜合車輛中心車輛檢查科東大宮中心（東大宮操車場）暫存。但其中第9卡列車因被用作出軌實驗用車而被抽出編制中，餘下編成已於同年12月被EF64-1000番台及143系牽引送往JR長野工場拆毀。

#### 910番台
- 原901系B編組，由東急車輛製造，與900番台不同的是車身兩邊的車窗有兩塊。
- 控制裝置採用東芝製GTO VVVF（4500V - 500A，1C1M控制方式）（其後於255系上採用）。
- 2006年（平成18年）12月26日退役，列車從浦和電車區駛往東大宮操車場暫存，並於2007年12月被EF64-1000番台及143系牽引送往JR長野工場拆毀。

#### 920番台
- 原901系C編組，由川崎重工（1-3、6-10號車）和大船工場（4、5號車）製造
- 控制裝置採用三菱製GTO VVVF（2500V - 2000A，1C4M控制方式）（其後於量產車上採用）。
- 2007年（平成19年）3月7日退役，列車已於同年12月被EF64-1000番台及143系牽引送往JR長野工場拆毀。

#### 950番台
1998年建成一列10輛編組，為E231系的試製車，自出廠至今被編屬在三鷹車輛中心服務中央、總武緩行線。2000年6月進行量產化改造，改造後改型號為E231系900番台，詳細請參閱E231系900番台。

### 0番台
運用區間:
- 京濱東北線-根岸線 ■
  - 運用區間：大宮 - 赤羽 - 田端 - 東京 - 川崎 - 橫濱 - 磯子 - 大船
  - ※在2010年1月退役。

- 南武線 ■■■
  - 運用区間：川崎 - 立川
  - 運用期間：1993年 - 2015年

0番台是209系第一款量產列車，於1993年在京濱東北線-根岸線（2月15日）和南武線（4月1日）投入服務。汲取了以前的平交道意外的教訓，209系的設計作出改良，包括：加強車架的強度、排障器大型化、增加控制室的空間及在控制室後方設置緊急逃生出口，以保護駕駛員的安全。
京濱東北線-根岸線用的0番台列車原先全為4門車廂，但自Ura36編組（JR東日本新津車輛製作所首列製造的列車）起改為在6號車廂編入6門車廂。1996年和1997年開始大量製造6門車廂並編入舊有列車編組，而原有的4門車廂則轉編至其他列車編組。所有編有6門車廂的列車的先頭列車上均貼有「6DOORS」字樣的貼紙，以茲識別。6門車廂的座位均可摺疊，在平日早上繁忙時間（首班列車－9時30分）均是摺疊的狀態，其他時間才開放使用。
截至2011年7月，仍有6輛0番台列車在服務，配屬於中原電車區（2列6輛編組，南武線用）。在2010年1月24日，京濱東北線內的0番台列車已被新製的E233系1000番台全數取代，而被淘汰的0番台列車中，有324輛將改造成2000番台與2100番台。而南武線所使用的209系0番台，有18輛改裝2200番台，繼續服務南武線。
隨着E233系8000番台投入服務，南武線的0番台和2200番台的列車於2015年退役，0番台正式完全退役。

#### 編組
京浜東北線・根岸線用
|              |           | ←大宮方向大船方向→ |             |               |              |              |             |             |               |              |               |
| 車號         | 車號      | 10                 | 9           | 8             | 7            | 6            | 5           | 4           | 3             | 2            | 1             |
| 形式         | 形式      | クハ209 (Tc)       | サハ209 (T) | ◇ モハ209 (M) | モハ208 (M') | サハ208 (T') | サハ209 (T) | サハ209 (T) | ◇ モハ209 (M) | モハ208 (M') | クハ208 (Tc') |
| 搭載機器     | 搭載機器  | CP                 |             | VVVF          | SIV,CP       |              |             |             | VVVF          | SIV,CP       |               |
| 車輛重量 (t) | 1・2次車  | 23.0               | 21.0        | 27.7          | 28.0         |              | 21.0        | 21.0        | 27.7          | 28.0         | 22.3          |
| 車輛重量 (t) | 3次車以後 | 23.3               | 21.2        | 27.9          | 27.7         | 24.5         | 21.2        | 21.2        | 27.9          | 27.7         | 23.1          |

南武線用
|          | ←川崎方向立川方向→ |                |              |                |              |               |
| 車號     | 1                  | 2              | 3            | 4              | 5            | 6             |
| 形式     | クハ209 (Tc)       | ＜ モハ209 (M) | モハ208 (M') | ＜ モハ209 (M) | モハ208 (M') | クハ208 (Tc') |
| 搭載機器 |                    | VVVF           | SIV,CP       | VVVF           | SIV,CP       |               |

### 3000番台
- 運用區間：
  - 八高線…八王子 - 高麗川■■
  - 川越線…高麗川 - 川越■■
- 運用期間：1996年 - 2019年

3000番台列車在八高線（八王子－高麗川路段）電氣化後於1996年3月16日投入服務，行駛八王子和川越之間的川越線、八高線。考慮到在兩條路線之間的交接時列車需要長時間停站，故設置了半自動門按鈕，除此以外跟0番台列車沒有分別。
3000番台列車共有4列4輛編組（編成編號：61－64），全數配屬於川越車輛中心。除了61編組由川崎重工業製造外，其他均由東急車輛製造。

#### 編成
|              | ←川越方向高麗川・八王子方向→ |               |              |               |
| 車號         | 4                            | 3             | 2            | 1             |
| 形式         | クハ209 (Tc)                 | ◇ モハ209 (M) | モハ208 (M') | クハ208 (Tc') |
| 車輛重量 (t) | 23.3                         | 28.0          | 27.8         | 23.1          |
| 搭載機器     |                              | VVVF          | SIV,CP       |               |

- 與後述的3100番台的編成形態一樣。

### 500番台
- 中央、总武線系統
  - 運用区間：（立川） - 三鷹 - 御茶之水 - 錦糸町  - 千葉
  - 運用期間：1998年 - 2019年
  - 車体色带：■黄1号　（KuHa209-516编组为■黄5号）
  - 在籍車辆数：配属于三鷹車輛中心有10辆編组13列（130辆，第501-512、516編組，2010年10月1日統計）
- 京葉線系統
  - 運用区間：
    - 京葉線…東京 - 南船橋 - 蘇我、西船橋 - 南船橋
    - 内房線…蘇我 - 君津 - 上総湊
    - 外房線…（千葉） - 蘇我 - 上総一ノ宮

  - 運用期間：2008年 -
  - 車体色带：■酒紅色
  - 配置：京葉車輛中心
  - 投入車輛數：10輛編成4列（40輛）
- 武蔵野線系統
  - 運用區間：武蔵野線：府中本町 - 西船橋、西浦和 - 別所號誌站 - 与野、武藏浦和 - 別所號誌站
  - 運用期間：2010年 -
  - 東北貨物線：与野 - 大宫
  - 京葉線：東京 - 西船橋、西船橋 - 海濱幕張
  - 車体色带：■■橘褐雙色（車頭正面为■橘色）
  - 在籍車辆数：配属于京葉車輛中心有8辆編组3列（24辆，2012年7月26日時統計。2010年12月4日从大宫站到发海濱幕張及府中本町的「武藏野號」與「下總號」开始运营）

500番台列車是JR東日本新津車輛製作所首次自行設計的列車，於1998年11月登場，原先用來取代中央、總武緩行線的103系，後來部分用來暫代京濱東北線-根岸線的209系900、910、920番台，和加強武藏野線和京葉線的服務。
雖然JR東日本已決定將更新型的E231系列車投入中央、總武緩行線，但因為老化的103系故障頻仍，遂決定利用當時已經出產的E231-900番台車身，配上0番台的機器製成這款過渡型號。500番台共製造了17列10輛編組，2000年時因為E231系登場，而不再製造。
2007年，因京濱東北線-根岸線的209系900、910及920番台須在E233系1000番台出廠前退役，因此從中央、總武緩行線抽調共5列209系500番台，以暫代這批試作車。而原有批次的空缺則由新製的E231系來補充。2009年9月，京濱東北線所使用的209系500番台列車，除第516編組返回中央、總武緩行線外，其他4個編組最初被調往京葉線。後來由於京葉線啟用了E233系，除1列返回中央、總武緩行線外，其他3列拆解其中兩節無動力車（ SaHa209，原2號車及4-6號車其中一輛）並轉用至武藏野線。
編組方式
- 備註：CP：空氣壓縮機，SIV：靜止式變流器，VVVF：逆变器

|                           | ← ■蘇我／■千葉／■大宫 方向 ■東京／■三鷹／■大船 方向→ |                  |                      |                   |                  |                  |                  |                      |                   |                    |
| 号車 ■                    | 1                                                    | 2                | 3                    | 4                 | 5                | 6                | 7                | 8                    | 9                 | 10                 |
| 号車 ■                    | 10                                                   | 9                | 8                    | 7                 | 6                | 5                | 4                | 3                    | 2                 | 1                  |
| 番台區分                  | KuHa209 -500 (Tc)                                    | SaHa209 -500 (T) | ◇/< MoHa209 -500 (M) | MoHa208 -500 (M') | SaHa209 -500 (T) | SaHa209 -500 (T) | SaHa209 -500 (T) | ◇/< MoHa209 -500 (M) | MoHa208 -500 (M') | KuHa208 -500 (Tc') |
| 安裝設備                  |                                                      |                  | VVVF                 | SIV,CP            |                  |                  |                  | VVVF                 | SIV,CP            |                    |
| 車輛重量（噸） （啟用時） | 25.5                                                 | 22.4             | 28.9                 | 28.5              | 22.4             | 22.4             | 22.4             | 28.9                 | 28.5              | 25.6               |

|          | ←東京、海濱幕張 方向 府中本町 方向→ |                     |                   |                  |                  |                     |                   |                    |
| 号車 ■   | 1                                   | 2                   | 3                 | 4                | 5                | 6                   | 7                 | 8                  |
| 番台區分 | KuHa209 -500 (Tc)                   | ＜ MoHa209 -500 (M) | MoHa208 -500 (M') | SaHa209 -500 (T) | SaHa209 -500 (T) | ＜ MoHa209 -500 (M) | MoHa208 -500 (M') | KuHa208 -500 (Tc') |
| 安裝設備 |                                     | VVVF                | SIV,CP            |                  |                  | VVVF                | SIV,CP            |                    |

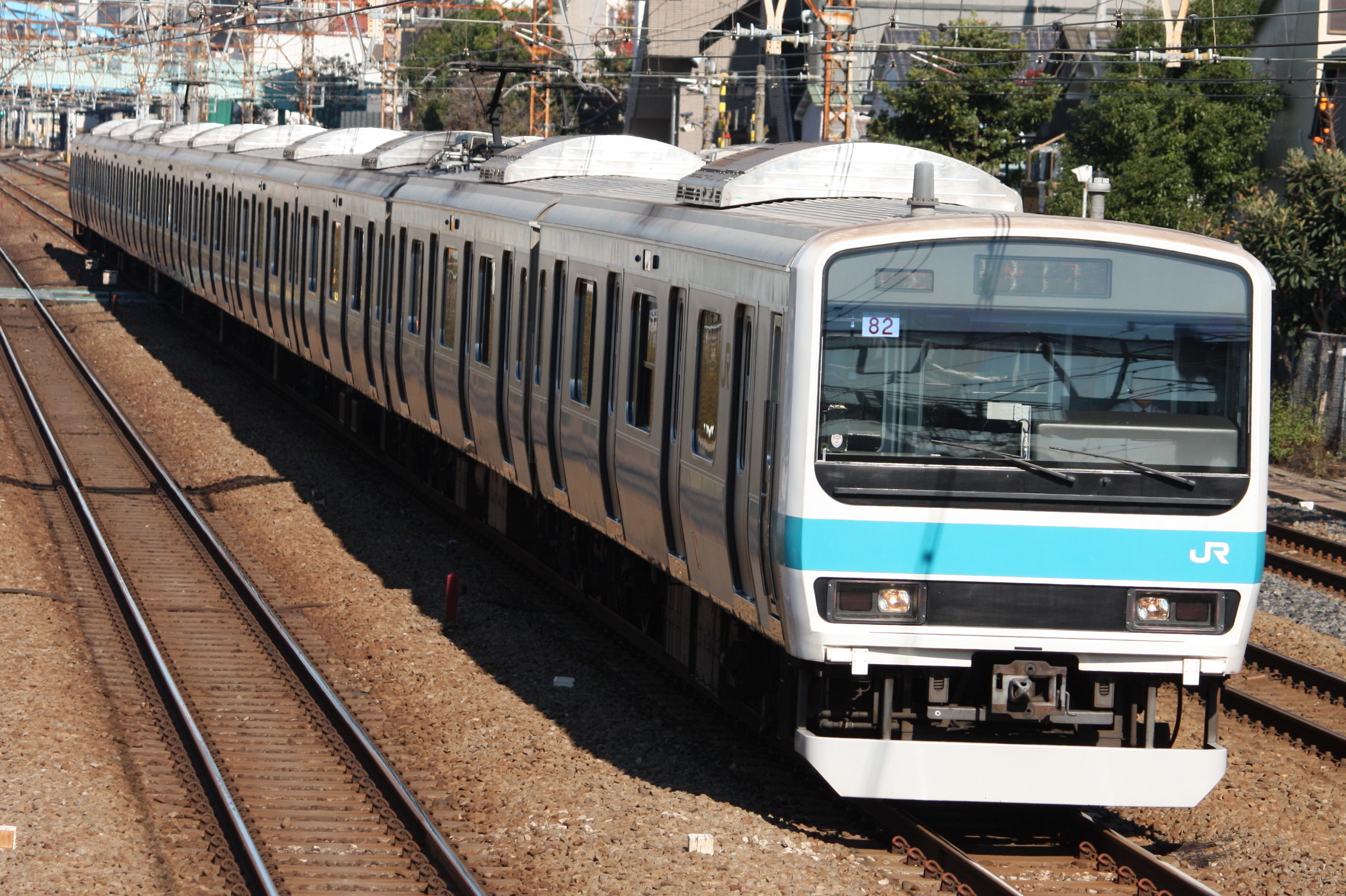
京濱東北-根岸線用209系500番台，車身色帶為天藍色（2008年11月）

- 第一批车于1998年（平成10年）制造，共制造10节编组9列（90辆，501-509编组）。
  - 主电动机采用MT68A型，集电弓采用“菱形”状的PS28B型，部分列車後來於翻新工程中，被更換成单臂式的PS33A型。

- 第二批车于1999年（平成11年）制造，共制造10节编组8列（80辆，510-517编组）。
  - 主电动机采用与E231系相同的MT73型（輸出功率：95kW），集电弓是直接采用单臂式的PS33A型。但与E231系相比，集电弓安装方向相反（集电弓中間的折頸部位是朝向車廂中段的方向）。

#### 移動歷史
在209系的各版本中，本番台的調動次數及改編組為209系中最多。
編號KuHa209-501至-512的12個編組，從新造完成並啟用之後，一直使用於中央、總武緩行線上。但是KuHa209-513至-517這5個編組共50節的車輛，在出廠之後就經常出調動至其他路線使用或更改編組，因此車身上的色帶顏色也常更換。舉例來說，以2010年12月這個時點而言，5列車輛就分別有黃色（日本國鐵稱其為「黃1號」色）、菊黃色（Marigold Yellow，黃5号）、天藍色、酒紅色（紅14號）與橘褐雙色等五種車身色帶。
說明
■中央、总武緩行線（簡寫為「中央总武」）：車身色帶基本上为黄1号色，但也有少數使用黄5號色的例外。
■京濱東北-根岸線（簡寫為「京濱東北」）：車身色帶为天蓝色。
■京葉線（簡寫為「京葉」）：車身色帶為酒紅色。
■■武藏野線（簡寫為「武藏野」）：車身色帶為橘、褐雙色。
|                   |                                                           |                                                           |                                                           |                                                           |                                                           |                                                           |                                                           |                                                           |                                                           |                           |
|                   |                                                           |                                                           |                                                           |                                                           |                                                           |                                                           |                                                           |                                                           |                                                           | 2018 - 現在               |
| KuHa209-501至-505 | ■中央總武（黄1号） RaShi51至62编组 → MiTsu C501至C505编组 | ■中央總武（黄1号） RaShi51至62编组 → MiTsu C501至C505编组 | ■中央總武（黄1号） RaShi51至62编组 → MiTsu C501至C505编组 | ■中央總武（黄1号） RaShi51至62编组 → MiTsu C501至C505编组 | ■中央總武（黄1号） RaShi51至62编组 → MiTsu C501至C505编组 | ■中央總武（黄1号） RaShi51至62编组 → MiTsu C501至C505编组 | ■中央總武（黄1号） RaShi51至62编组 → MiTsu C501至C505编组 | ■中央總武（黄1号） RaShi51至62编组 → MiTsu C501至C505编组 | ■中央總武（黄1号） RaShi51至62编组 → MiTsu C501至C505编组 | 改造為3500番台            |
|                   |                                                           |                                                           |                                                           |                                                           |                                                           |                                                           |                                                           |                                                           |                                                           | 2018 - 現在               |
| KuHa209-506至-509 | ■中央總武（黄1号） RaShi56至59编组 → MiTsu C506至C509编组 | ■中央總武（黄1号） RaShi56至59编组 → MiTsu C506至C509编组 | ■中央總武（黄1号） RaShi56至59编组 → MiTsu C506至C509编组 | ■中央總武（黄1号） RaShi56至59编组 → MiTsu C506至C509编组 | ■中央總武（黄1号） RaShi56至59编组 → MiTsu C506至C509编组 | ■中央總武（黄1号） RaShi56至59编组 → MiTsu C506至C509编组 | ■中央總武（黄1号） RaShi56至59编组 → MiTsu C506至C509编组 | ■中央總武（黄1号） RaShi56至59编组 → MiTsu C506至C509编组 | ■中央總武（黄1号） RaShi56至59编组 → MiTsu C506至C509编组 | ■武藏野 KuYo M81至M84编组 |
|                   |                                                           |                                                           |                                                           |                                                           |                                                           |                                                           |                                                           |                                                           |                                                           | 2018 - 現在               |
| KuHa209-510至-512 | ■中央總武（黄1号） RaShi60至62编组 → MiTsu C510至C512编组 | ■中央總武（黄1号） RaShi60至62编组 → MiTsu C510至C512编组 | ■中央總武（黄1号） RaShi60至62编组 → MiTsu C510至C512编组 | ■中央總武（黄1号） RaShi60至62编组 → MiTsu C510至C512编组 | ■中央總武（黄1号） RaShi60至62编组 → MiTsu C510至C512编组 | ■中央總武（黄1号） RaShi60至62编组 → MiTsu C510至C512编组 | ■中央總武（黄1号） RaShi60至62编组 → MiTsu C510至C512编组 | ■中央總武（黄1号） RaShi60至62编组 → MiTsu C510至C512编组 | ■中央總武（黄1号） RaShi60至62编组 → MiTsu C510至C512编组 | ■武藏野 KuYo M75至M77编组 |
|                   |                                                           |                                                           |                                                           |                                                           |                                                           | 2008 - 2010                                               | 2008 - 2010                                               | 2010 - 現在                                               | 2010 - 現在                                               | 2010 - 現在               |
| KuHa209-513编组   | ■中央总武（黄1号） RaShi63编组 → MiTsu C513编组           | ■中央总武（黄1号） RaShi63编组 → MiTsu C513编组           | ■中央总武（黄1号） RaShi63编组 → MiTsu C513编组           | ■中央总武（黄1号） RaShi63编组 → MiTsu C513编组           | ■京濱東北 Ura82编组                                       | ■京葉 KuYo31编组                                          | ■京葉 KuYo31编组                                          | ■武藏野 KuYo M71编组                                      | ■武藏野 KuYo M71编组                                      | ■武藏野 KuYo M71编组      |
|                   |                                                           |                                                           |                                                           |                                                           |                                                           | 2008 - 2011                                               | 2008 - 2011                                               | 2008 - 2011                                               | 2011 - 現在                                               | 2011 - 現在               |
| KuHa209-514编组   | ■中央总武（黄1号） RaShi64编组 → MiTsu C514编组           | ■中央总武（黄1号） RaShi64编组 → MiTsu C514编组           | ■中央总武（黄1号） RaShi64编组 → MiTsu C514编组           | ■中央总武（黄1号） RaShi64编组 → MiTsu C514编组           | ■京濱東北 URa83编组                                       | ■京葉 KuYo32编组                                          | ■京葉 KuYo32编组                                          | ■京葉 KuYo32编组                                          | ■武藏野 KuYo M72编组                                      | ■武藏野 KuYo M72编组      |
|                   | - 2005                                                    | - 2005                                                    | 2005 - 2006                                               |                                                           |                                                           | 2008 - 2010                                               | 2008 - 2010                                               | 2010 - 現在                                               | 2010 - 現在                                               | 2010 - 現在               |
| KuHa209-515编组   | ■中央总武（黄1号） RaShi65编组 → MiTsu C515编组           | ■中央总武（黄1号） RaShi65编组 → MiTsu C515编组           | ■京濱東北                                                 | ■中央總武（黄5号） MiTsu C515编组                         | ■京濱東北 URa84编组                                       | ■京葉 KuYo33编组                                          | ■京葉 KuYo33编组                                          | ■武藏野 KuYo M73编组                                      | ■武藏野 KuYo M73编组                                      | ■武藏野 KuYo M73编组      |
|                   | - 2000                                                    | 2000 - 2009                                               | 2000 - 2009                                               | 2000 - 2009                                               | 2000 - 2009                                               | 2000 - 2009                                               | 2009 - 2017                                               | 2009 - 2017                                               | 2009 - 2017                                               | 2018 - 現在               |
| KuHa209-516编组   | ■中央總武（黄1号） RaShi66编组                            | ■京濱東北 URa80编组                                       | ■京濱東北 URa80编组                                       | ■京濱東北 URa80编组                                       | ■京濱東北 URa80编组                                       | ■京濱東北 URa80编组                                       | ■中央總武（黄5号） MiTsu C516编组                         | ■中央總武（黄5号） MiTsu C516编组                         | ■中央總武（黄5号） MiTsu C516编组                         | ■武藏野 KuYo M74编组      |
|                   | - 2000                                                    | 2000 - 2008                                               | 2000 - 2008                                               | 2000 - 2008                                               | 2000 - 2008                                               | 2008 - 現在                                               | 2008 - 現在                                               | 2008 - 現在                                               | 2008 - 現在                                               | 2008 - 現在               |
| KuHa209-517编组   | ■中央總武（黄1号） RaShi67编组                            | ■京濱東北 URa81编组                                       | ■京濱東北 URa81编组                                       | ■京濱東北 URa81编组                                       | ■京濱東北 URa81编组                                       | ■京葉 KuYo34编组                                          | ■京葉 KuYo34编组                                          | ■京葉 KuYo34编组                                          | ■京葉 KuYo34编组                                          | ■京葉 KuYo34编组          |

起初，500番台列車集中投放於習志野電車區。而最後的兩列新車在製造當時已考慮將來轉到京濱東北線服務，出產時已為加裝D-ATC訊號系統作預備工事。2000年，由於京濱東北線更換訊號系統為D-ATC，後備車輛因而不足，故此兩列列車抽調到浦和電車區，空缺由E231系新車補上。列車上的ATS-P裝置於調配後拆除，換上D-ATC系統，2001年1月5日在京濱東北線投入服務。更換訊號系統工事完工後，此兩列列車用作增發班次使用。
2003年，由於習志野電車區廢止，所有原習志野電車區的500番台轉到三鷹車輛中心。
同年，由於京濱東北線上的209系0番台行車里數達240萬公里，需要輪流停駛檢查。由於工事時間長，後備車輛數目難以確保充足，故KuHa209-515編組借調至浦和電車區，成為兩線共通後備車。2006年3月返回三鷹車輛中心，車身色帶變成為黃5號■。
2006年10月，由於本系列的試驗車老化嚴重，三鷹車輛中心中的KuHa209-513至515編組調往浦和電車區，空缺由E231系新車補上。其中515編組是第二次調到浦和電車區。
2008年，由於E233系1000番台列車在京濱東北線投入服務，除516編組外，其餘調至京葉線服務，取代該線的201系10輛編組。當時原打算5列屬浦和電車區的500番台全調至京葉線服務，但由於E231系500番台取消六門車廂，三鷹車輛中心抽調了B27編組作試用新車卡用，為確保中央、总武緩行線後備車輛數目，故最後只調配4列至京葉線，餘一列返回三鷹車輛中心。
2010年，由於E233系5000番台在京葉線投入服務，故車輛調至武藏野線，餘一列返回三鷹車輛中心。
2019年4月19日，最後一組中央·總武線209系-500番台（三鷹車輛中心C511編成）退出運用，將被改裝後用於武藏野線

### 1000番台
- 行驶区间：2019年3月16日起使用於
  - 中央線快速 東京 - 高尾
  - 中央本線 高尾 - 大月
  - 青梅線 立川 - 青梅
- 過去行驶区间：
  - 常磐緩行線 取手 - 綾瀬
  - 東京地下鐵千代田線 綾瀬 - 代代木上原

- 車体色带：■墨綠色→■橙色
- 在籍車辆数：配属于松戸車辆中心→豐田車輛中心有10节编组2列（20辆、マト81 - 82编组）

為因應常磐緩行線與帝都高速度交通營團（也就是之後的東京地下鐵）千代田線保安系統的更新及增發列車的需要，而製造10輛編組的列車共2列，並定名為209系1000番台，於1999年12月4日列車時刻更改後開始營業，目前此型式列車配屬於松戶車輛中心。
此編組為因應直通東京地下鐵千代田線的需要，而採用較一般列車窄、寬度2800mm的車體，電動機方面，與同期製造的第二批500番台列車一樣採用了MT73型，動力卡和拖卡的比例增加至6M4T，確保列車啟動的加速度達到3.3km/h/s。列車兩端的駕駛室均設有緊急用逃生口，以供緊急意外時逃生之用。在車頭和車側上方的列車行先表示板則改為LED顯示，可顯示路線名稱和目的地資訊。

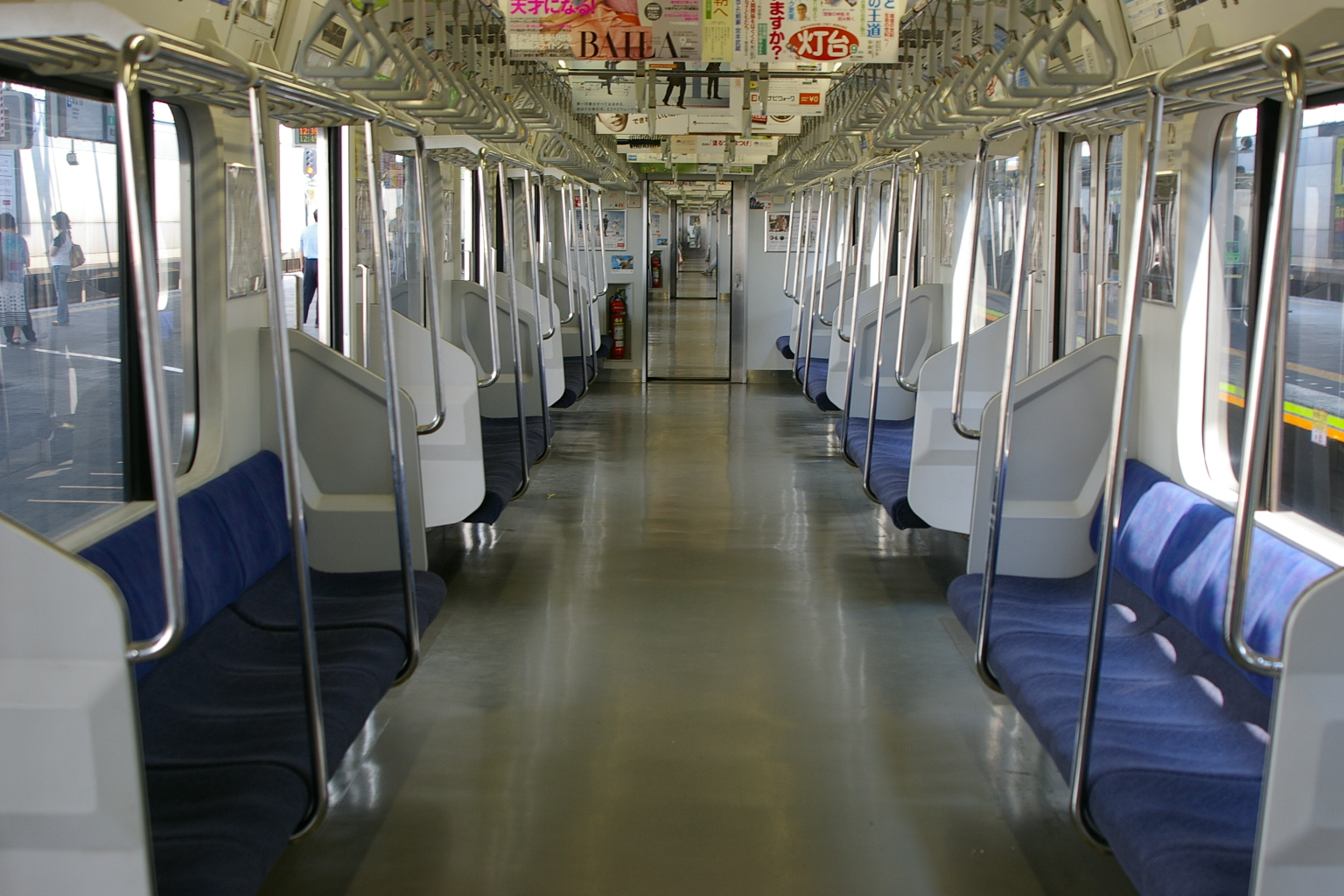
1000番台車内（2007年8月11日 代代木上原站）
1000番台上搭载的 LED式的目的地显示装置

原编组方式
備註：CP：空氣壓縮機，SIV：靜止式變流器，VVVF：逆变器
|              | ←取手方向代代木上原方向→ |                     |                    |                   |                     |                    |                   |                     |                    |                     |
| 号車         | 10                       | 9                   | 8                  | 7                 | 6                   | 5                  | 4                 | 3                   | 2                  | 1                   |
| 番台区分     | クハ209 -1000 (Tc)       | < モハ209 -1000 (M) | モハ208 -1000 (M') | サハ209 -1000 (T) | < モハ209 -1000 (M) | モハ208 -1000 (M') | サハ209 -1000 (T) | < モハ209 -1000 (M) | モハ208 -1000 (M') | クハ208 -1000 (Tc') |
| 搭載機器     |                          | VVVF                | SIV,CP             |                   | VVVF                |                    |                   | VVVF                | SIV,CP             |                     |
| 車辆重量 (t) | 25.5                     | 28.6                | 28.2               | 22.1              | 28.6                | 25.5               | 21.9              | 28.6                | 28.2               | 25.5                |

另外，JR東日本在2009年（平成21年）時導入E233系2000番台以替換舊型的203系和207系900番台，於該年9月9日起开始运营，至於209系1000番台在E233系导入后仍继续使用。同時，所有同型號列車的集電弓亦在進行翻新工程的過程中，被更換成單臂式集電弓。
最後在2018年(平成30年)10月5日結束營運。隨後在2018年(平成30年)10月13日舉行「209系1000番台結束營運紀念活動」。活動完滿結束後，209系1000番台正式退出常磐線營運。
退出常磐線後，因應中央線快速用E233系0番台加入綠色車廂計畫導致營運及備用編組減少，兩列209系1000番台已計劃轉移至中央線快速使用，色帶也改為現在中央線的橘色色帶。
2018年11月5日，マト81編成在大宮綜合車輛中心完成塗裝及相關設備改裝（包括更換集電弓）並迴送至豐田車輛所。マト82編成也已於2019年1月25日完成改造及變更塗色。
2019年3月16日起，マト81、82編成重新投入營運，行駛區間以東京－高尾間為主，亦支援東京與青梅線直通的快速班次。
改裝完成後，豐田車輛所亦對車輛編組方式作出變更。以東京為中心，原本車號由南向北的遞增順序換成了由東向西，造成了現在與原編成方式車號完全顛倒的情況。
現编组方式
備註：CP：空氣壓縮機，SIV：靜止式變流器，VVVF：逆变器
|              | ←東京·新宿方向立川·高尾方向→ |                     |                    |                   |                     |                    |                   |                     |                    |                     |
| 号車         | 1                            | 2                   | 3                  | 4                 | 5                   | 6                  | 7                 | 8                   | 9                  | 10                  |
| 番台区分     | クハ209 -1000 (Tc)           | < モハ209 -1000 (M) | モハ208 -1000 (M') | サハ209 -1000 (T) | < モハ209 -1000 (M) | モハ208 -1000 (M') | サハ209 -1000 (T) | < モハ209 -1000 (M) | モハ208 -1000 (M') | クハ208 -1000 (Tc') |
| 搭載機器     |                              | VVVF                | SIV,CP             |                   | VVVF                |                    |                   | VVVF                | SIV,CP             |                     |
| 車辆重量 (t) | 25.5                         | 28.6                | 28.2               | 22.1              | 28.6                | 25.5               | 21.9              | 28.6                | 28.2               | 25.5                |

伴隨中央線快速用E233系0番台的綠色車廂在2024年秋季投入商業運轉的預定，209系1000番台已於9月6日脫離中央線快速之定期運行，甚至可能退役。

### 3100番台
- 運用區間：
  - 八高線…八王子 - 高麗川■■
  - 川越線…高麗川 - 川越■■
- 運用期間：2005年 - 2022年

3100番台列車和3000番台均服務川越線、八高線，2005年投入服務。
為了更換川越線、八高線內的103系3000、3500番台列車，JR東日本原打算全數以205系3000番台列車取代。但中途因為埼京線與東京臨海高速鐵道互相乘入區域擴大，因而其中一列等候改裝為205系3000番台的10輛編組調埼京線服務；同時，2004年JR東日本購入了東京臨海高速鐵道在10月16日訂正時間表和列車統一10輛編組時所多出的6輛70-000系車輛（以本系列為基礎，包括4輛先頭車和2輛中間車），因而改為以將購入的列車改裝來取代。
在接收車輛後，JR東日本在加入的3000番台列車車廂也有裝上半自動門按鈕，車廂的其他部分則大多數保留東京臨海高速鐵道的安裝的設備和裝潢。至於不足的2輛中間車，最終決定以新製車補上，這2輛新製車同時也是209系最後製造的車輛。

和3000番台一樣，改裝後的3100番台列車以兩列4輛編組的形式（編組編號：71、72）被配屬於川越車輛中心。其中71編組的中間車為新製車輛，而71編組的先頭列車和72編組整列則是購自東京臨海高速鐵道的車輛。

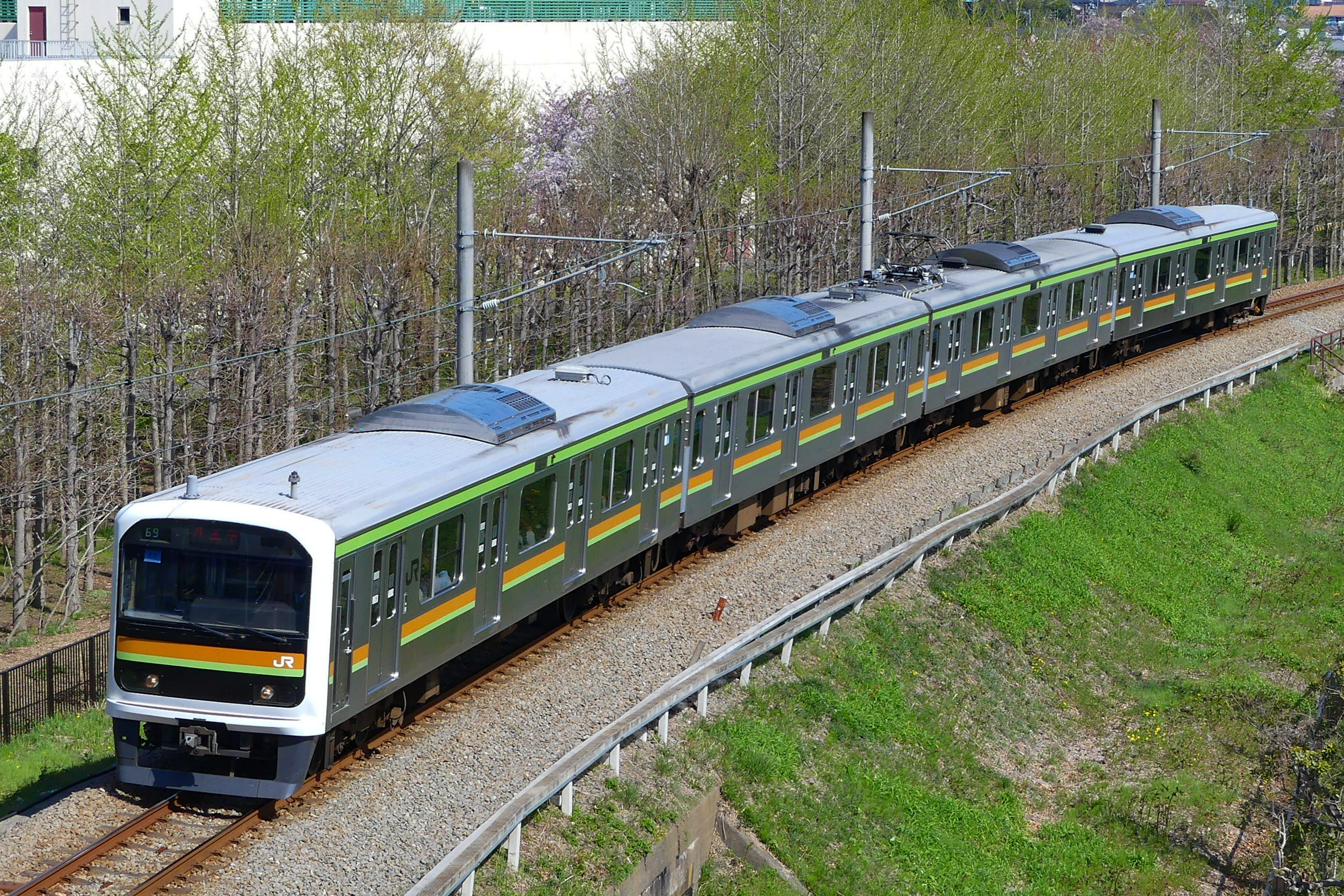
3100番台八高・川越線款式（2017年4月）
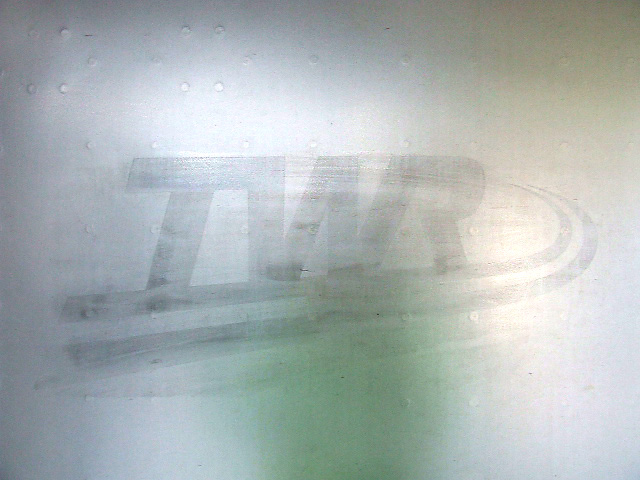
東京臨海高速鐵道社紋痕跡
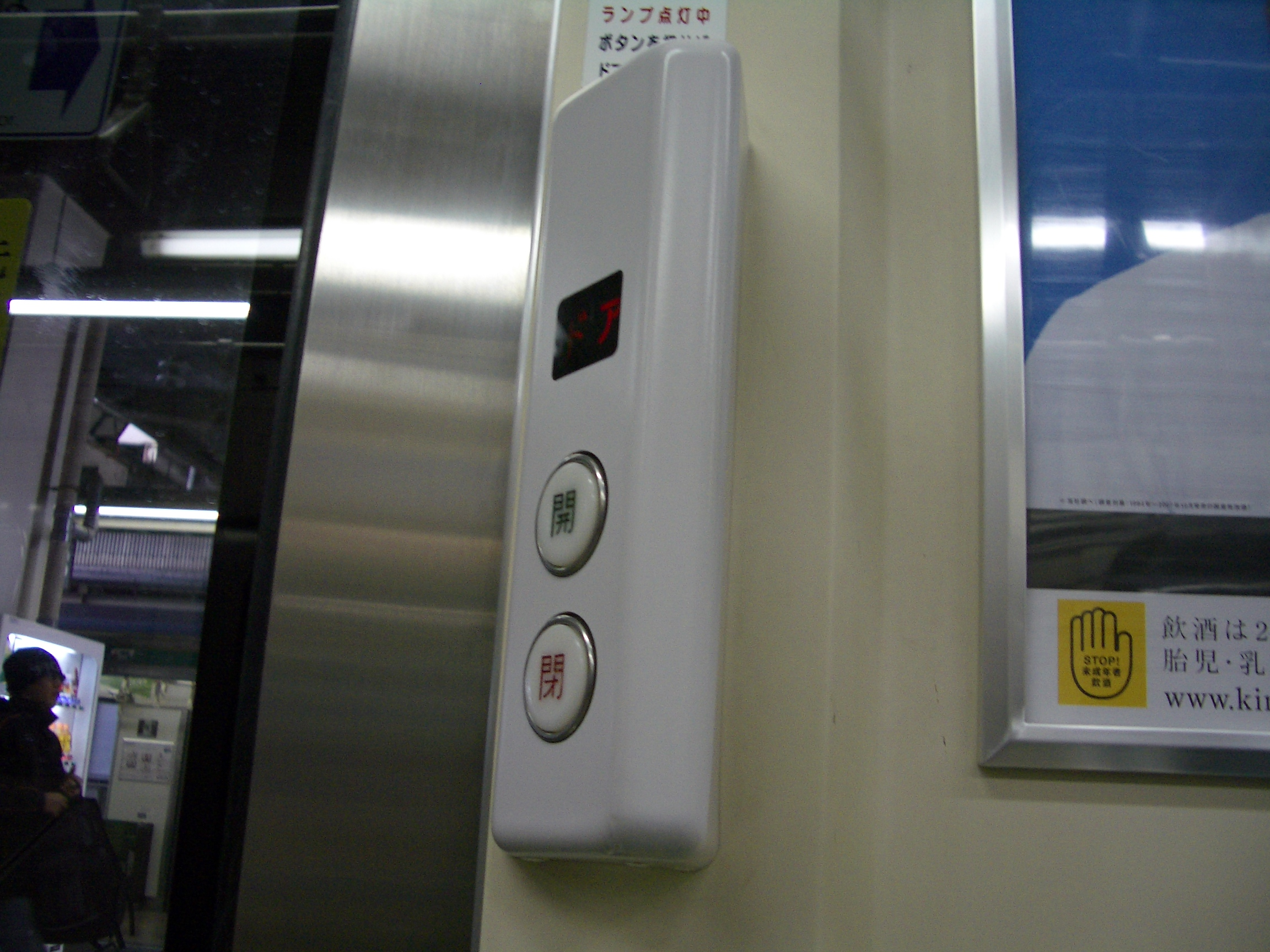
客室內設置的門按鈕

編成與新舊車輛號碼對照如下。括弧內為臨海線時代的番号。
編成
|      |            | ←川越方向高麗川・八王子方向→ |                       |                       |                       |
| 車號 | 車號       | 4                            | 3                     | 2                     | 1                     |
| 形式 | 形式       | クハ209-3100 (Tc)            | ◇ モハ209-3100 (M)    | モハ208-3100 (M')     | クハ208-3100 (Tc)     |
| 編成 | ハエ71編成 | クハ209-3101 (70-020)        | モハ209-3101 （新造） | モハ208-3101 （新造） | クハ208-3101 (70-029) |
| 編成 | ハエ72編成 | クハ209-3102 (70-030)        | モハ209-3102 (70-027) | モハ208-3102 (70-028) | クハ208-3102 (70-039) |

2022年1月引退。

### 2000番台、2100番台
行驶区间（截至2021年3月13日）:

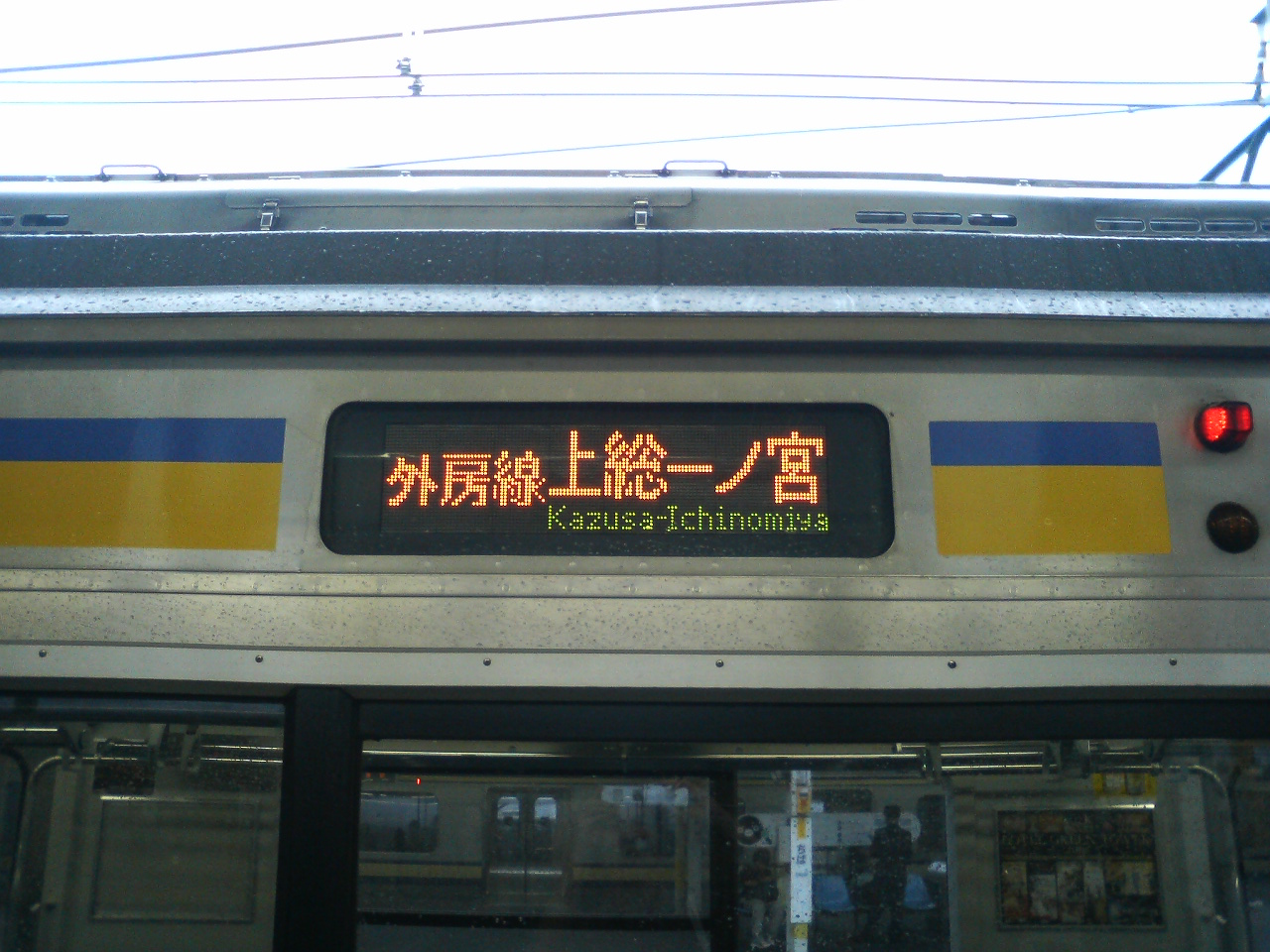
侧面LED顯示的方向幕

- 內房線 … （千葉） - 蘇我 - 木更津 - 安房鴨川 （全線）
- 外房線 … 千葉 - 蘇我 - 上總一宮 - 安房鴨川（全線）
- 東金線 … （千葉） - 大網 - 成東（全線）
- 總武本線 … 千葉 - 佐倉 - 銚子
- 成田線 … （千葉） - 佐倉 - 成田 - 松岸 - （銚子）
  - 空港支線…（千葉） - 佐倉 - 成田 - 成田空港

- 现时全车辆均配置于幕张车辆中心。

由京滨东北线的209系0番台改裝而成，以取代千葉支社內的113系和211系的列車。車體色帶顏色為「房總色」■■。
2000番台、2100番台区分在于门的开闭方式，分别是2000番台使用空气式内藏门（包括第二批车之前的批次），2100番台使用电动式内藏门（包括第三批车之后的批次）。
6节编组方面，原来的10节编组是直接抽出4辆报废，但是在4节编组是在其它的编组的头车和动车（中间车）再次组成。因此在其中一部4节编组车头是来自2000番台的空气式内藏门。
外观改動包括車頭和側面方向幕改用LED顯示，并且更換列車的排障器，由于需要混编列车运行，所有的头车的连结器均搭载自动解结装置，最多可連結成10輛編組方式。另外在2000番台的头车装载蓄电池和整流装置（ARf），这些装置均来自报废的车辆均改造被挪用到モハ208型。
内饰方面，先頭車輛的座位排列改為半對向式座位。在部份車卡加設真空式洗手間和加設輪椅專用位。這些設備是209系中第一次採用。此外由于首次使用3/4門，此番台跟209系3000、3100番台配備半自動門按鈕。下面叙述设备的更新等，特别是厕所安装了的モハ208形的重量由改造前的29.9t增加到31.5t。
此外，转用改造配合E217系一样实施主要设备的更新工事（设备更新）。
内容是将VVVF逆变器装置和辅助电源装置（静止形逆变器）控制元件和GTO更新为IGBT变频器。并且同时更新了驅動装置、控制传输装置和车门驅動装置等主要机器。
此列車於2021年春開始被E131系取代，有部分列車將會轉售至伊豆急行線繼續服役，預計於2022年初在伊豆急行線投入服務。
编组方式
- 備註：CP：空氣壓縮機，SIV：靜止式變流器，VVVF：逆变器

|         |               | ←安房鴨川、銚子方向千葉方向→ |                 |                |                 |                |                 |
| 6节编组 | 号車          | 6                            | 5               | 4              | 3               | 2              | 1               |
| 6节编组 | 番台区分      | クハ209 （Tc）               | ◇ モハ209 （M） | モハ208 （M'） | ◇ モハ209 （M） | モハ208 （M'） | クハ208 （Tc'） |
| 6节编组 | 車辆重量（t） | 26.9                         | 28.6            | 29.9           | 28.6            | 31.5           | 26.9            |
| 6节编组 | 搭載機器      |                              | VVVF            | SIV,CP         | VVVF            | SIV,CP         |                 |
| 4节编组 | 号車          | 4                            | 3               | 2              | 1               |                |                 |
| 4节编组 | 番台区分      | クハ209 （Tc）               | ◇ モハ209 （M） | モハ208 （M'） | クハ208 （Tc'） |                |                 |
| 4节编组 | 車辆重量（t） | 26.9**                       | 28.6            | 31.5           | 26.9**          |                |                 |
| 4节编组 | 搭載機器      |                              | VVVF            | SIV,CP         |                 |                |                 |

- 4节编组的车辆重量参考于2100番台。* *标识为2000番台的クハ209形为27.0吨，クハ208形为26.2吨。

### 2200番台
- 南武線
  - 運用区間：川崎 - 立川
  - 運用期間：2009年 - 2017年

2200番台由南武線用的209系0番台改裝而成，主要改動是車頭LED化，更新機器，於2009年6月12日正式重新運行於南武線。
隨着E233系8000番台投入服務，2200番台和0番台列車的運用已逐步縮減。
2016年，青梅線及五日市線班次再度因重編而多出一列E233系0番台青600編組的後備車輛，青670調離豐田車輛中心並改裝成為E233系8500番台，轉投南武線以取代南武線最後一列的209系2200番台，於2017年3月15日開始運轉。至此，南武線的2200番台運用正式告一段落。
|          | ←川崎方向立川方向→ |                  |               |                  |               |               |
| 車號     | 1                  | 2                | 3             | 4                | 5             | 6             |
| 形式     | クハ209 -2200      | ＜ モハ209 -2200 | モハ208 -2200 | ＜ モハ209 -2200 | モハ208 -2200 | クハ208 -2200 |
| 搭載機器 |                    | VVVF             | SIV,CP        | VVVF             | SIV,CP        |               |

### 3500番台
- 運用區間：

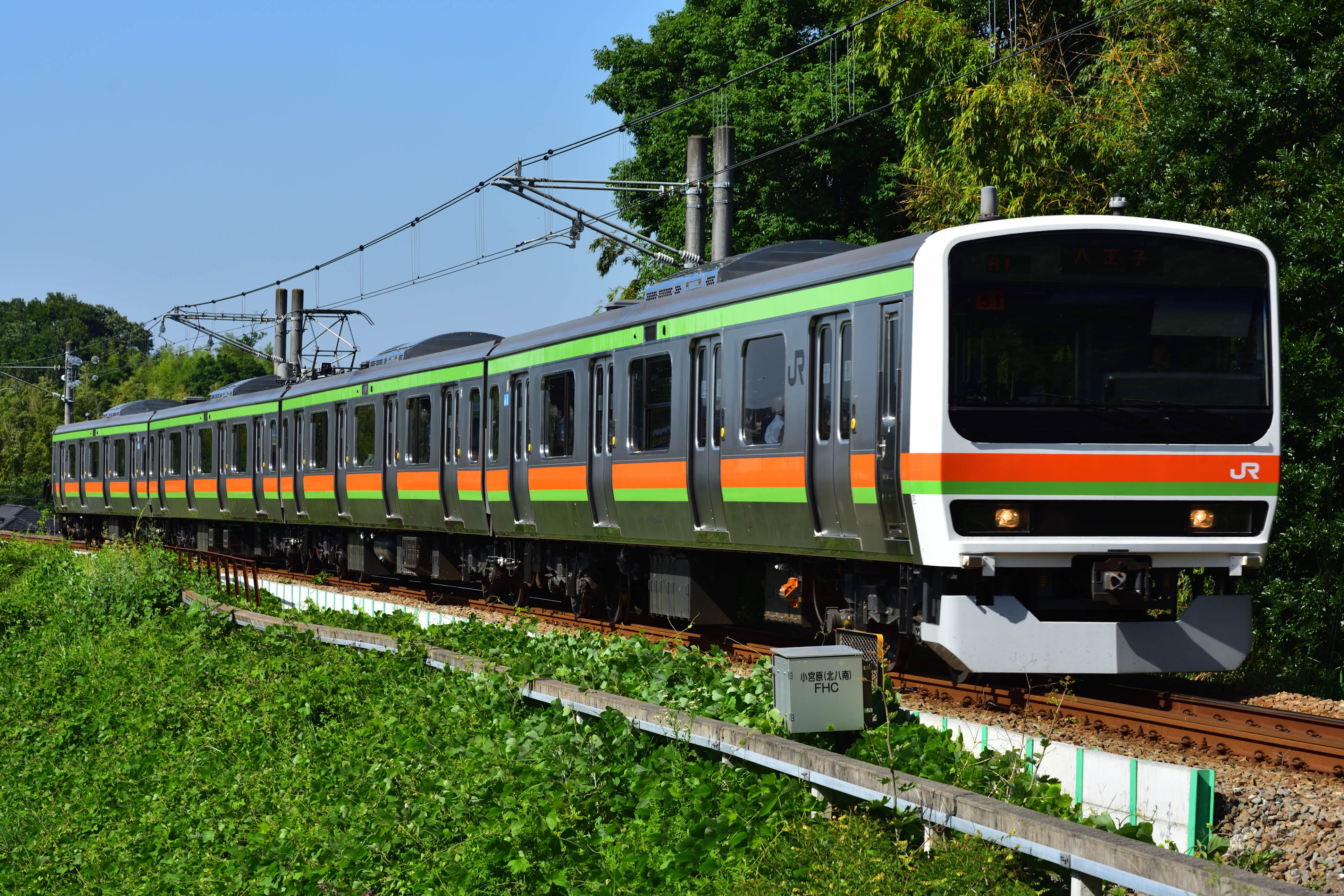
3500番台 （2018年6月7日 小宮～北八王子間）

  - 八高線…八王子 - 高麗川■■
  - 川越線…高麗川 - 川越■■
- 運用期間：2018年 -

為了替換八高線・川越線的205系，由中央・総武緩行線用的209系500番台改造而成。
與E231系3000番台一樣，門附近設有監視攝像頭以確保安全。

## 轉讓至其他公司

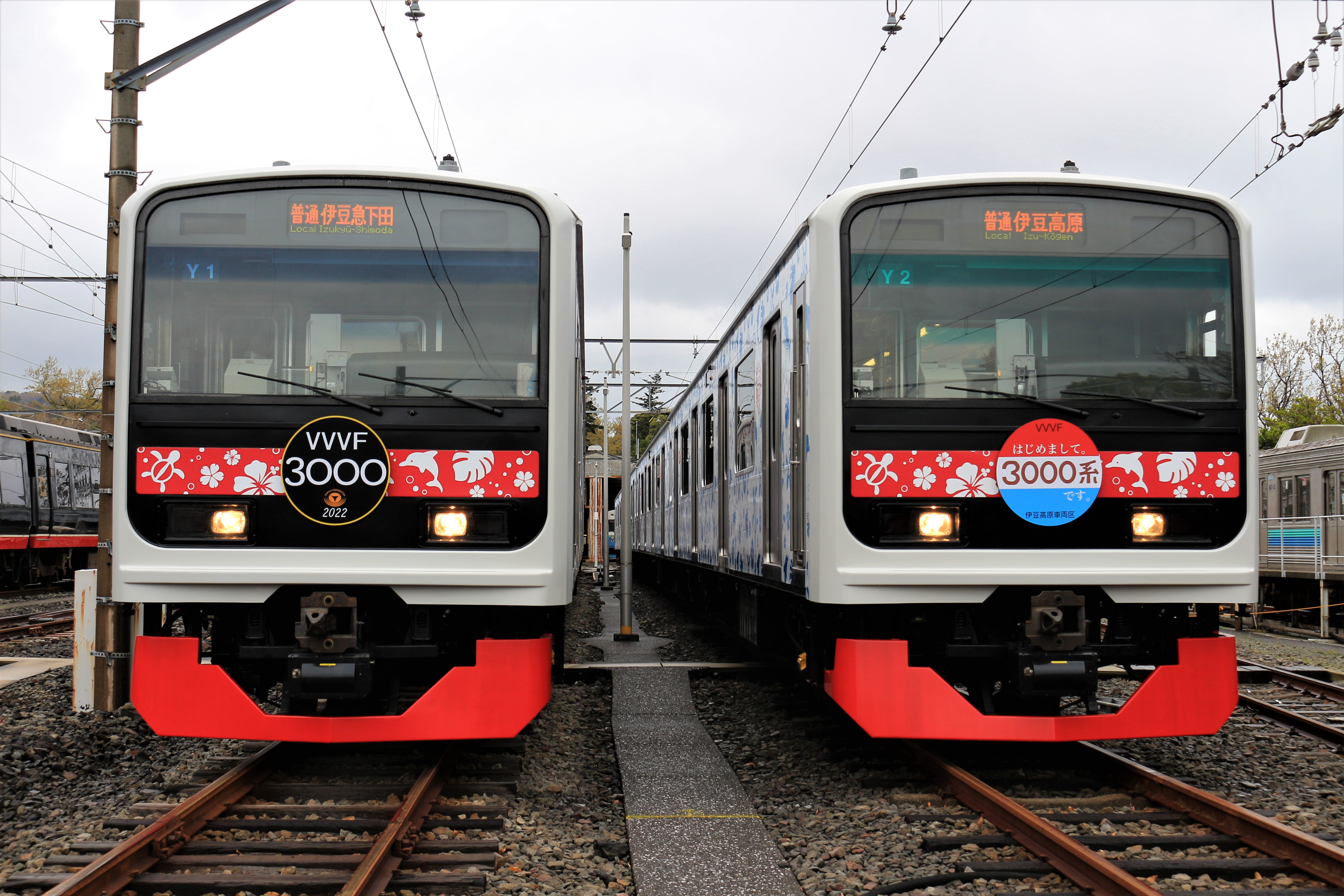
轉讓至伊豆急行的209系，以3000系的名稱再出發

## 外部連結
- （日語）JR東日本車輛圖鑑－209系 （页面存档备份，存于）
- （日語）最佳設計獎賞受賞概要
- （日語）http://railf.jp/special/209 （页面存档备份，存于）